# George Gordon (1er duc de Gordon)
George Gordon, 1er duc de Gordon (1643 - 7 décembre 1716), connu sous le nom de marquis de Huntly de 1661 à 1684, est un pair écossais.

## Biographie
George Gordon, 4e marquis de Huntly est né en 1643, fils de Lewis Gordon (3e marquis de Huntly) (en) et Mary Grant. Il est à l'origine appelé comte d'Enzie jusqu'à ce qu'il devienne marquis en décembre 1653, alors qu'il a environ quatre ans. Le jeune marquis fait ses études dans un séminaire catholique en France, suivant une tradition au sein de la famille Huntly. En 1673, alors âgé de 24 ans, il entre dans l'armée française de Louis XIV et sert sous le célèbre maréchal de Turenne avant de rentrer en Écosse vers 1675.
En octobre de l'année suivante, 1676, il épouse Lady Elizabeth Howard, la deuxième fille d'Henry Howard (6e duc de Norfolk). Ils ont deux enfants, Alexander Gordon (2e duc de Gordon) et Jane Gordon (vers 1691 - 1773), épouse James Drummond (2e duc de Perth). Il est décrit par l'historien Macky comme quelqu'un "fait pour la compagnie des dames". Mais le mariage n'est pas heureux et le couple se sépare quelques années avant sa mort.
Le 1er novembre 1684, George devient le premier duc de Gordon. Après l'accession du catholique Jacques II en 1685, le duc devient l'un des commissaires aux approvisionnements, l'agent du château d'Édimbourg, un commissaire du Trésor écossais et un chevalier fondateur de l'Ordre du Chardon. Le duc devait ces positions à son catholicisme. A cette époque, il est décrit comme étant "un libertin qui est catholique romain parce qu'il a été élevé ainsi, mais ne pense que très peu à la religion révélée".
Après la Glorieuse Révolution et le renversement de Jacques II, le duc tient le château d'Édimbourg contre les conventionnistes protestants. Cependant, il "hésitait pour sa défense" et il rend finalement le château le 14 juin 1689. À la suite de ses actions à Édimbourg, il est reçu un peu froidement par le roi Jacques II dans sa résidence en exil, le château de Saint-Germain-en-Laye, près de Paris. À son retour en Écosse, il est mis en liberté conditionnelle. Peu de temps après, sa duchesse le quitte et se retire dans un couvent en Flandre. Le duc retrouve temporairement la faveur avec l'accession au trône de la reine Anne en 1702 et est reconnu par elle comme chevalier du chardon lorsqu'elle rétablit l'Ordre le 31 décembre 1703. Cependant, le duc, étant un vrai Gordon, ne pouvait pas rester longtemps hors des ennuis.
En mars 1707, il est arrêté avec d'autres seigneurs jacobites et confiné au château d'Édimbourg pour avoir été impliqué dans l'invasion avortée des jacobites. Pour sa duchesse qui souffre depuis longtemps, ce fut la dernière goutte, et elle obtient un acte de séparation de son mari.
Le duc meurt à Leith, le 7 décembre 1716. La duchesse retourne en Écosse après sa mort et réside à Abbey Hill à Édimbourg jusqu'à sa propre mort en juillet 1732. Comme son mari, elle est enterrée dans la Cathédrale d'Elgin.